# Peugeot 206 WRC

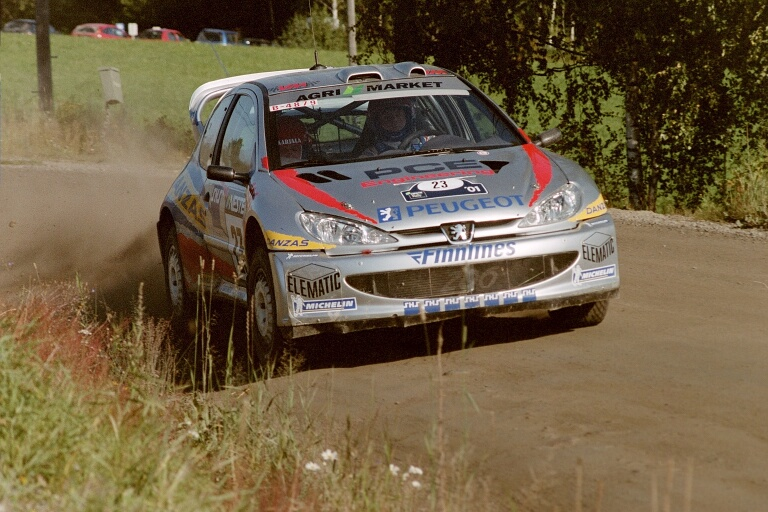
Sebastian Lindholm au rallye de Finlande en 2001

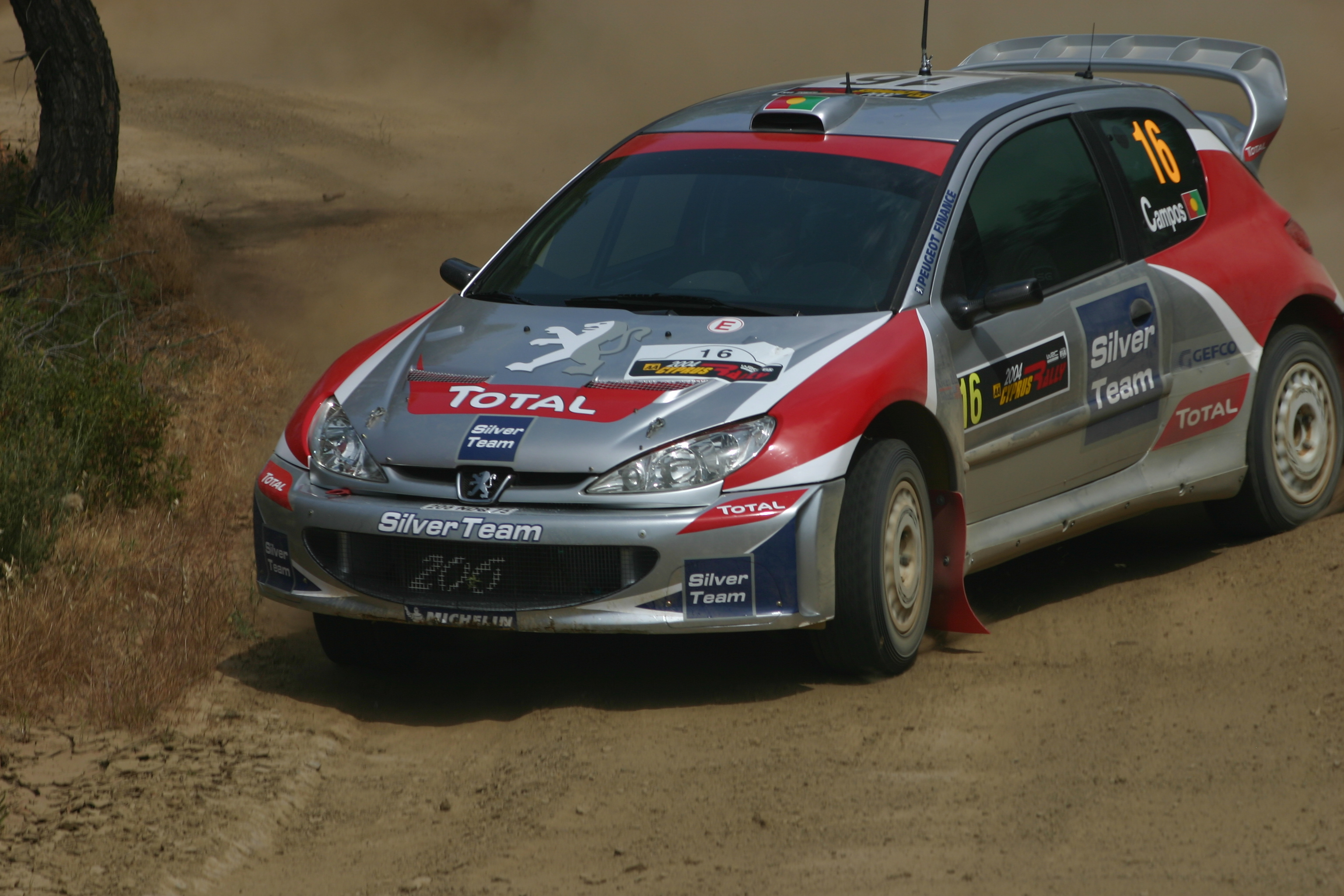
Miguel Campos au rallye de Chypre en 2004

La Peugeot 206 WRC est une voiture de rallye lancée en 1999. Son moteur développe la puissance de 325 ch avec une bride de 34 mm imposée par le règlement FIA. Elle a remporté 25 victoires en WRC ainsi que le championnat du monde des rallyes en 2000, 2001 et 2002. La 206 WRC termine sa carrière en 2003. Elle est basée sur la 206 GT, série limitée à 4 000 exemplaires elle même, dérivée de la 206 S16/GTI. La version WRC a été développée par l'ingénieur français Michel Nandan. Elle est remplacée en 2004 par la Peugeot 307 WRC.

## Pilotes officiels de la 206 WRC en rallyes
17 pilotes, de 1999 à 2006, incluant trois champions du monde dont un avec Peugeot :
- Gilles Panizzi
- François Delecour
- Marcus Grönholm
- Sebastian Lindholm
- Didier Auriol
- Harri Rovanperä
- Richard Burns
- Renato Travaglia
- Andrea Aghini (privé)
- Olivier Burri (privé)
- Luís Monzón
- Adruzilo Lopes
- Miguel Campos
- Freddy Loix
- Bruno Thiry
- Nicolas Bernardi
- Alexandre Bengué
- Jean-Marie Cuoq

## Palmarès
Le palmarès de la 206 WRC suit la carrière de Jean-Pierre Nicolas alors responsable technique de Peugeot Sport, à savoir 24 victoires en WRC sur quatre saisons, obtenues avec quatre pilotes différents.

### Champion du monde des rallyes
| Automobile      | Saison         | Championnat Constructeur | Championnat Pilote | Pilote          | Copilote        |
| --------------- | -------------- | ------------------------ | ------------------ | --------------- | --------------- |
| Peugeot 206 WRC | 2000 2001 2002 |                          |                    | Marcus Grönholm | Timo Rautiainen |

### Titres
32 titres, pilotes/copilotes et constructeurs :
- 2000, 2001 et 2002 : championnat du monde des rallyes constructeurs ;
- 2000 et 2002 : Marcus Grönholm double champion du monde des rallyes pilotes (WRC), épaulé par Gilles Panizzi et François Delecour en 2000, ainsi que par Didier Auriol en 2001;
- 2000 et 2002 : Timo Rautiainen double champion du monde des rallyes copilotes ;
- 2000, 2002, 2003, 2004 et 2006 : Sebastian Lindholm champion de Finlande des rallyes (Groupe A) ;
- 2001 : Luís Monzón champion d'Espagne des rallyes (asphalte) ;
- 2000, 2001, 2002 et 2005 : János Tóth champion de Hongrie des rallyes ;
- 2001 et 2002 : Adruzilo Lopes puis Miguel Campos champion du Portugal des rallyes ;
- 2001 et 2002 : Jean-Luc Pailler Champion de France de rallycross ;
- 2002 et 2003 : Renato Travaglia puis Bruno Thiry champions d'Europe des rallyes pilotes (ERC) ;
- 2002 : Renato Travaglia champion d'Italie des rallyes (asphalte) ;
- 2002 : Luis Monzón champion des îles Canaries des rallyes ;
- 2003 et 2005 : Alexandre Bengué puis Nicolas Bernardi champions de France des rallyes (asphalte) ;
- 2004 : Claudio De Cecco vainqueur de la Mitropa Rally Cup ;
- 2005 et 2006 : Giuseppe Grossi champion d'Italie des rallyes (terre) ;
- 2005 et 2010 : Jean-Marie Cuoq champion de France des rallyes (terre ; en 2010 aussi avec la Peugeot 307 WRC) ;
  - 2000 et 2001 : Adruzilo Lopes puis Miguel Campos vice-champions du Portugal ;
  - 2001 et 2003 : Adruzilo Lopes puis Miguel Campos vice-champions d'Europe ;
  - 2001 : Renato Travaglia vice-champion d'Italie (asphalte) ;
  - 2001 : Renato Travaglia 3e du championnat d'Europe ;
  - 2002 : Bruno Thiry vice-champion de Belgique ;
  - 2004 : Alexandre Bengué vice-champion de France (asphalte) ;
  - 2005 : Patrick Henry vice-champion de France (asphalte).

### Victoires
Plus de 140 en rallyes - internationales et nationales D1 :
- WRC (24) : Suède 2000, 2001, 2002 et 2003, Nouvelle-Zélande 2000, 2002 et 2003, Finlande 2000, 2001 et 2002, Australie 2000, 2001 et 2002, Corse 2000 et 2002, Sanremo 2000, 2001 et 2002, Catalogne 2001, 2002 et 2003, Grande-Bretagne 2001, Chypre 2002, Argentine 2003 ;
- ERC (29) : Centre du Portugal 2000, 2001 et 2002, Budapest 2001, 2002, 2003 et 2004, 1000 Milles 2001, 2002 et 2003, Salento 2001 et 2002, Madère 2001, 2002 2003, Laine 2001, Alpes Orientales 2001, La Corogne 2001, Siocco et Serchio 2002, Ypres 2002 et 2003, Condroz 2002, Saint-Marin 2002, Turquie 2003, Bulgarie 2003, ELPA 2002 et 2003, Antibes 2002 et 2003, Tchécoslovaquie 2002, Sardaigne 2003, Îles Canaries 2003, Pologne 2003 ;
- Finlande (22) : dont Valvoline (4), Exide (3) et Finnsco (1) ;
- Portugal (19) : Póvoa 2000, 2001 et 2002, Centre du Portugal 2000, 2001 et 2002, Porto 2000 et 2002, Portugal (WRC) 2000 et 2002, Espinho 2001 et 2002, Algarve 2001 et 2002, Açores (ERC) 2001, Madère 2001 et 2002, Figueira da Foz 2002, Dão 2002 ;
- France (13) : Corse (WRC) 2000, Lyon-Charbonnières 2004, Limousin 2004 et 2005, Touquet 2004 et 2005, Cévennes 2004 et 2005, Var 2004 et 2005, Alsace-Vosges 2005, Rouergue 2005, Mont-Blanc 2005 ;
- Hongrie (>10) : dont Budapest 2001, 2002, 2003 et 2004 ;
- Italie (9) : 1 000 Milles 2001 et 2002, Salento 2001 et 2002, Laine 2001, Alpes Orientales 2001, Siocco et Serchio 2002, Saint-Marin 2002, Saint Martin de Castrozza 2002 ;
- France (9) (terre) : Auxerrois 2005 et 2010, Provence 2005, Langres 2005, Causses Rouergats 2005 et 2010, Cardabelles 2005 et 2009, Vaucluse 2009 ;
- Espagne (8) : Salou 2001, La Corogne 2001, Llanes 2001, Avila 2001, Rías Baixas 2001, Asturies 2001, Vintimille 2001, Madrid 2001 ;
- Belgique (5) : Condroz 2002 et 2003, Ypres 2002 et 2003, Haspengouw 2005 ;
- Estonie (2) : Talinn 2004 et 2006 ;
- Allemagne (1) : Eiffel 2004.